# California Sunshine
O California Sunshine foi um clube americano de futebol  com sede em Fountain Valley, Califórnia, que era membro da American Soccer League.

## História
A equipe pertencia ao Dr. Robert Everakes e sua esposa Alexandra, que era a gerente geral. Seus jogos em casa foram disputados na Chapman University em Orange, Califórnia e no Eddie West Field no Santa Ana Stadium (também conhecido como Santa Ana Bowl) em Santa Ana, Califórnia, mas tiveram jogos de exibição na Universidade da Califórnia em Riverside, Califórnia e no Palm Springs Stadium em Palm Springs, Califórnia . A primeira temporada foi em 1977, mas o time desistiu em 1981 após quatro temporadas. O treinador principal era Derek Lawther .
O California Sunshine Soccer Team foi fundado em 1977 por Warren Hoffnung (um físico nuclear, executivo aeroespacial e empresário - atualmente CEO da MyWrapper) e Lee Andrews (um consultor financeiro). 